# 双碾乡
双碾乡，是中华人民共和国山西省朔州市平鲁区下辖的一个乡镇级行政单位。

## 行政区划
双碾乡下辖以下地区：
双碾村、柳沟村、吴家窑村、雄沟梁村、土圈沟村、侯港村、东港村、白辛窑村、和尚碧村、计家窑村、曹井沟村、东水洼村、大泉沟村、刘井沟村、上井沟村、扒齿沟村、段山寺村、大有坪村、南仗村、乔沟村、黑家辛庄村、三角嘴村、前马亮沟村、韩山寺村和布店村。